# Arrondissement Sedan
Das Arrondissement Sedan ist eine Verwaltungseinheit des Départements Ardennes in der französischen Region Grand Est. Unterpräfektur ist Sedan.
Es besteht aus fünf Wahlkreisen (Kantonen) und 71 Gemeinden.

## Kantone
- Kanton Carignan
- Kanton Sedan-1
- Kanton Sedan-2
- Kanton Sedan-3
- Kanton Vouziers (mit 11 von 50 Gemeinden)

## Gemeinden
Die Gemeinden des Arrondissements Sedan sind:
| 1. Angecourt (08013)              | 2. Artaise-le-Vivier (08023)         | 3. Auflance (08029)                | 4. Autrecourt-et-Pourron (08034)   |
| 5. Balan (08043)                  | 6. Bazeilles (08053)                 | 7. Beaumont-en-Argonne (08055)     | 8. Bièvres (08065)                 |
| 9. Blagny (08067)                 | 10. Brévilly (08083)                 | 11. Bulson (08088)                 | 12. Carignan (08090)               |
| 13. Chémery-Chéhéry (08115)       | 14. Cheveuges (08119)                | 15. Daigny (08136)                 | 16. Donchery (08142)               |
| 17. Douzy (08145)                 | 18. Escombres-et-le-Chesnois (08153) | 19. Euilly-et-Lombut (08159)       | 20. Fleigneux (08170)              |
| 21. Floing (08174)                | 22. Francheval (08179)               | 23. Fromy (08184)                  | 24. Givonne (08191)                |
| 25. Glaire (08194)                | 26. Haraucourt (08211)               | 27. Herbeuval (08223)              | 28. Illy (08232)                   |
| 29. La Besace (08063)             | 30. La Chapelle (08101)              | 31. La Ferté-sur-Chiers (08168)    | 32. La Neuville-à-Maire (08317)    |
| 33. Les Deux-Villes (08138)       | 34. Létanne (08252)                  | 35. Linay (08255)                  | 36. Maisoncelle-et-Villers (08268) |
| 37. Malandry (08269)              | 38. Margny (08275)                   | 39. Margut (08276)                 | 40. Matton-et-Clémency (08281)     |
| 41. Messincourt (08289)           | 42. Mogues (08291)                   | 43. Moiry (08293)                  | 44. Mouzon (08311)                 |
| 45. Noyers-Pont-Maugis (08331)    | 46. Osnes (08336)                    | 47. Pouru-Saint-Remy (08343)       | 48. Pouru-aux-Bois (08342)         |
| 49. Puilly-et-Charbeaux (08347)   | 50. Pure (08349)                     | 51. Raucourt-et-Flaba (08354)      | 52. Remilly-Aillicourt (08357)     |
| 53. Sachy (08375)                 | 54. Sailly (08376)                   | 55. Saint-Aignan (08377)           | 56. Saint-Menges (08391)           |
| 57. Sapogne-sur-Marche (08399)    | 58. Sedan (08409)                    | 59. Signy-Montlibert (08421)       | 60. Stonne (08430)                 |
| 61. Tétaigne (08444)              | 62. Thelonne (08445)                 | 63. Tremblois-lès-Carignan (08459) | 64. Vaux-lès-Mouzon (08466)        |
| 65. Villers-devant-Mouzon (08477) | 66. Villers-sur-Bar (08481)          | 67. Villy (08485)                  | 68. Vrigne aux Bois (08491)        |
| 69. Wadelincourt (08494)          | 70. Williers (08501)                 | 71. Yoncq (08502)                  |                                    |

## Ehemalige Gemeinden seit der landesweiten Neuordnung der Kantone
bis 2024:
Le Mont-Dieu
bis 2023:
La Moncelle
bis 2016:
Bazeilles, Bosseval-et-Briancourt, Rubécourt-et-Lamécourt, Villers-Cernay
bis 2015:
Amblimont, Chéhéry, Chémery-sur-Bar